# Zombie Self-Defense Force
Pour plus de détails, voir Fiche technique et Distribution.
Zombie Self-Defense Force (ゾンビ自衛隊 , Zonbi jieitai) est un film de zombie japonais réalisé par Naoyuki Tomomatsu en 2006.

## Résumé
Dans une forêt, les morts reviennent à la vie. Une équipe de militaires va devoir se réfugier dans une auberge et affronter les meutes de zombies qui les assaillent.

## Fiche technique
- Titre : Zombie Self-Defense Force
- Titre original : ゾンビ自衛隊 (Zonbi jieitai)
- Réalisation : Naoyuki Tomomatsu
- Scénario : Chisato Oogawara, Naoyuki Tomomatsu
- Date de sortie en France: ?
- Pays : Japon
- Producteur : Filmworks Movie King
- Genre : Zombie / gore
- Durée : 75 minutes

## Distribution
- Kenji Arai
- Norman England
- Masayuki Hase
- Yû Machimura
- Mihiro
- Eriko Nagamine
- Hisakatsu Ôya
- Shun Saeki
- Yuya Takayama
- Miyû Watase
- Jun Yamasaki
- Kiyo Yoshizawa